# 0スタジオ おんなのテレビ
『0スタジオ おんなのテレビ』（ゼロスタジオ おんなのテレビ）は、1968年9月30日から同年12月20日までTBS系列局で放送されていたTBS製作のワイドショーである。放送時間は毎週月曜 - 金曜 12:00 - 12:40 （日本標準時）。

## 概要
TBS初の昼のワイドショー。主婦をターゲットにした帯番組で、様々なタレントが日替わりでホスト役を務めていた。
初回放送当日には、この番組以外にも12:40から『ポーラテレビ小説 三人の母』、13:00から『テレビ映画 ひとシリーズ 過去深きひと』（朝日放送では13:15から放送）、13:45から『ドレミファ日記』、14:00から『妻のかがり火』と計5本の番組がスタートしており、当日付の大手新聞各紙には本番組と『三人の母』と『過去深きひと』それぞれの宣伝広告が合同掲載されていた。さらに東京新聞にはこの5番組全ての宣伝広告が掲載され、「きょうからおひるがゴールデン・アワー」というキャッチフレーズも添えられていた。

## 出演者

### ホスト
- 月曜：七代目立川談志
- 火曜：犬塚弘
- 水曜：楠本憲吉
- 木曜：小松左京
- 金曜：丸山明宏（後の美輪明宏）

### ホステス
- 月曜・金曜：山口洋子
- 火曜：吉村実子
- 水曜：伊吹友木子
- 木曜：水森亜土

## コーナー
- 男の分析研究
- 亭主操縦教室
- スターをむしるコーナー
- 運勢コーナー
- ほか

参考：『東京新聞』中日新聞東京本社、1968年9月30日付19面の番組広告。